# Aglais kaschmirensis
Aglais kaschmirensis är en fjärilsart som beskrevs av Vincenz Kollar 1848. Aglais kaschmirensis ingår i släktet Aglais och familjen praktfjärilar. Inga underarter finns listade i Catalogue of Life.

## Bildgalleri

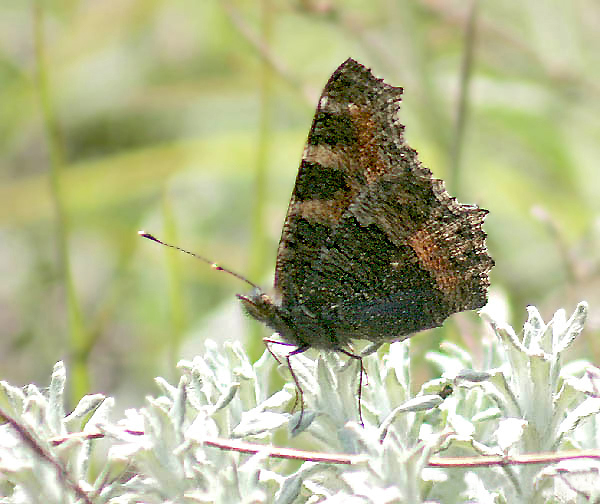
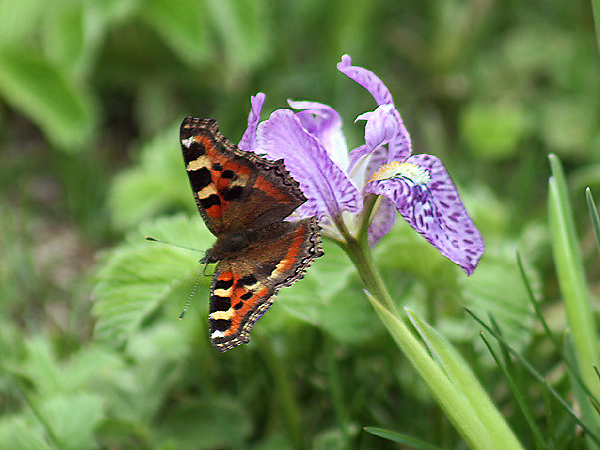